# Max Widmer
Max Widmer (ur. 17 listopada 1933 w Oftringen, zm. 17 czerwca 2010 w Walterswilu) – szwajcarski zapaśnik walczący w stylu wolnym. Olimpijczyk z Rzymu 1960, gdzie zajął piętnaste miejsce w kategorii ponad 87 kg.
Szósty na mistrzostwach świata w 1957 roku.

## Letnie Igrzyska Olimpijskie 1960
| Konkurencja      | Rundy eliminacyjne       | Rundy eliminacyjne        | Klas. końcowa |
| Konkurencja      | Przeciwnik I             | Przeciwnik II             | Miejsce       |
| ---------------- | ------------------------ | ------------------------- | ------------- |
| 87 kg styl wolny | Bertil Antonsson (SWE) P | Wilfried Dietrich (FRG) P | 15.           |